# مارتن فولي
مارتن فولي (بالإنجليزية: Martin Foley)‏ هو سياسي أسترالي، ولد في 17 مايو 1962 في أستراليا. حزبياً، نشط في حزب العمل الأسترالي (فرع فكتوريا) ‏. وقد انتخب عضو الجمعية التشريعية فيكتوريا عن دائرة Electoral district of Albert Park ‏ (15 سبتمبر 2007 – ).